# ألكسندر زوتوف
ألكسندر زوتوف (بالروسية: Зотов, Александр Владимирович)‏ (27 أغسطس 1990 بأسكيز في روسيا - ) هو لاعب كرة قدم روسي في مركز الوسط. شارك مع منتخب روسيا تحت 21 سنة لكرة القدم. أما مع النوادي، فقد لعب مع أرسنال تولا وتوم تومسك وسبارتاك موسكو وشينيك ياروسلافل وFC Zhemchuzhina-Sochi ‏ ونادي سبارتاك موسكو 2 لكرة القدم.

## وصلات خارجية
- ألكسندر زوتوف على موقع قاعدة بيانات كرة القدم.إي يو (الإنجليزية)
- ألكسندر زوتوف على موقع Soccerway.com (الإنجليزية)
- ألكسندر زوتوف على موقع عالم كرة القدم.نت (الإنجليزية)